# 21817 Yingling
A 21817 Yingling (ideiglenes jelöléssel 1999 TG32) a Naprendszer kisbolygóövében található aszteroida. A LINEAR projekt keretében fedezték fel 1999. október 4-én.